# Vitor Azevedo
Vitor Viana Paranhos De Azevedo (Salvador, 05 de maio de 1979), é deputado estadual, filiado ao Partido Liberal (PL), eleito pelo estado da Bahia.